# Amor de Perdição (1943)
Amor der Perdição (portugiesisch für: Verhängnisvolle Liebe) ist ein schwarzweißes Filmdrama des portugiesischen Regisseurs António Lopes Ribeiro aus dem Jahr 1943.
Es ist eine Literaturverfilmung des gleichnamigen Klassikers des portugiesischen Schriftstellers Camilo Castelo Branco. Es war der erste Tonfilm nach mindestens drei früheren Stummfilm-Adaptionen des Stoffes. Bis heute sind einige weitere Verfilmungen erschienen, darunter portugiesische und spanische Fernsehserien, der prämierte Das Verhängnis der Liebe von Manoel de Oliveira (1979) oder auch der Kinofilm Um Amor de Perdição von Regisseur und Kameramann Mário Barroso (2009).

## Handlung
Simão Botelho ist Student in Coimbra, als er sich unsterblich in Teresa de Albuquerque verliebt. Doch die Eltern beider jungen Leute lehnen ihre Beziehung ab, und Teresas Cousin Baltasar Coutinho, dem sie versprochen ist, setzt erst recht alles daran, diese Liebe zu verhindern.
Teresa besteht auf Simão und lehnt eine Heirat mit Baltasar ab. Ihr Vater will sie daraufhin in ein Kloster stecken. Mit Hilfe des treuen Schmiedes João da Cruz versucht Simão nun, Teresa zu befreien und mit ihr zusammenzukommen. Der Schmied weiß jedoch nicht, dass seine Tochter Mariana in Simão verliebt ist und zu allem bereit ist, um ihn für sich haben.
Die Intrigen und Machenschaften nehmen nun immer weiter ihren Lauf, bis schließlich Baltasar den Tod findet und die Liebenden zusammenkommen.

## Produktion und Rezeption
Die Dreharbeiten starteten am 30. März 1943, produziert wurde er von der Filmproduktionsgesellschaft des Regisseurs António Lopes Ribeiro.
Die Filmmusik stammt von Jaime Silva Filho, während der Regisseur Musik und Texte der im Film vorgetragenen Lieder schrieb.
Seine Premiere feierte der Film am 8. Oktober 1943 im Coliseu in Porto, die Hauptstadtpremiere fand am 12. Oktober 1943 im Teatro da Trindade statt.
Amor der Perdição erschien Ende Anfang der 1990er Jahre als VHS-Kassette bei Lusomundo und danach als DVD, zuletzt 2014 bei NOS Lusomundo Audiovisuais, im Rahmen der Veröffentlichungsreihe Clássicos Portugueses.